# Kanton Gap-Campagne
Kanton Gap-Campagne (fr. Canton de Gap-Campagne) je francouzský kanton v departementu Hautes-Alpes v regionu Provence-Alpes-Côte d'Azur. Tvoří ho šest obcí.

## Obce kantonu
- La Freissinouse
- Gap (část)
- Manteyer
- Pelleautier
- Rabou
- La Roche-des-Arnauds